# Sangnok-gu
Sangnok-gu là quận của thành phố Ansan ở Gyeonggi-do, Hàn Quốc.

## Phân cấp hành chính
Sangnok-gu được chia thành các dong sau:
| Tên          | Hangul   | Hanja  | Dân số | Hộ dân | Diện tích(㎢) |
| ------------ | -------- | ------ | ------ | ------ | ------------- |
| Il-dong      | 일동     | 一洞   | 28,147 | 11,531 | 2.41          |
| I-dong       | 이동     | 二洞   | 31,063 | 14,177 | 2.44          |
| Sa 1-dong    | 사 1동   | 四洞   | 39,482 | 16,991 | 2.36          |
| Sa 2-dong    | 사 2동   | 四洞   | 36,509 | 12,734 | 3.65          |
| Sa 3-dong    | 사 3동   | 四洞   | 21,469 | 7,151  | 3.68          |
| Bono 1-dong  | 본오 1동 | 本五洞 | 44,140 | 17,914 | 6.45          |
| Bono 2-dong  | 본오 2동 | 本五洞 | 32,562 | 12,062 | 0.82          |
| Bono 3-dong  | 본오 3동 | 本五洞 | 25,344 | 9,948  | 1.10          |
| Bugok-dong   | 부곡동   | 釜谷洞 | 23,339 | 9,059  | 6.22          |
| Wolpi-dong   | 월피동   | 月陂洞 | 46,754 | 17,586 | 5.54          |
| Seongpo-dong | 성포동   | 聲浦洞 | 29,837 | 9,662  | 1.70          |
| Banwol-dong  | 반월동   | 半月洞 | 21,280 | 8,047  | 13.16         |
| Ansan-dong   | 안산동   | 安山洞 | 10,085 | 3,943  | 8.36          |

## Liên kết
- Trang web tiếng Anh Lưu trữ ngày 11 tháng 8 năm 2011 tại Wayback Machine